# Municipio de Hudson (Indiana)
El municipio de Hudson (en inglés: Hudson Township) es un municipio ubicado en el condado de LaPorte en el estado estadounidense de Indiana. En el año 2010 tenía una población de 1883 habitantes y una densidad poblacional de 53,33 personas por km².

## Geografía
El municipio de Hudson se encuentra ubicado en las coordenadas 41°43′44″N 86°33′25″O / 41.72889, -86.55694. Según la Oficina del Censo de los Estados Unidos, el municipio tiene una superficie total de 35.31 km², de la cual 33 km² corresponden a tierra firme y (6,54 %) 2,31 km² es agua.

## Demografía
Según el censo de 2010, había 1883 personas residiendo en el municipio de Hudson. La densidad de población era de 53,33 hab./km². De los 1883 habitantes, el municipio de Hudson estaba compuesto por el 96,81 % blancos, el 0,48 % eran afroamericanos, el 0,21 % eran amerindios, el 0,05 % eran asiáticos, el 0,85 % eran de otras razas y el 1,59 % eran de una mezcla de razas. Del total de la población el 2,6 % eran hispanos o latinos de cualquier raza.